# Равич Іван Андрійович
Іва́н Андрі́йович Ра́вич (* 1677, Київ — † 1762) — видатний майстер-золотар доби бароко, лавник і райця (радник) київського магістрату.
Родом з Києва, де жив і працював на Подолі. 1740 перебував на навчанні у Німеччині, 1745 — у Москві.
Виконував предмети церковного начиння (чаші, животи, оправи євангелій тощо) на замовлення монастирів, гетьманів, козацьких старшини і російських вельмож. Твори Равича, виготовлені в стилі бароко, оздоблювалися пишним акантовим орнаментом, сюжетними композиціями, картушами, медальйонами тощо. У музеях України і РФ зберігається понад 60 творів майстра, найбільше в Національному музеї історії України в Києві, крім того — у НХМУ, Національному Києво-Печерському історико-культурному заповіднику та інших.
Дружина – Дарія Василівна (1707 р.н.), дочка київського бурмістра Василя Івановича Тихоновича. Цікаво, що її сестра Анастасія була дружиною бурмістра Данила Чишинича-Власенка та тещею архітектора Івана Григоровича-Барського. Дітей у Івана та Дарії Равіч не було.